# Sirio (rivista)
Sirio è una rivista di astrologia ed esoterismo italiana con sede a Milano, edita da Edizioni Empire.

## Storia
Il periodico viene fondato dall'ex direttore di Astra, Giuseppe Botteri per la Mondadori. Tra le firme più note che seguono il direttore dalla precedente rivista c'è quella di Lisa Morpurgo a cui viene affidata la storica rubrica della posta, mentre l'oroscopo centrale è seguito da Grazia Bordoni che lo curerà per circa trent'anni. È per importanza la seconda rivista italiana di Astrologia con diffusione mensile. Sin dal primo numero collabora eccezionalmente, nonostante sia sacerdote dei Frati Minori, Nazareno Fabbretti con una sua rubrica Astri e Religione.
Dopo pochi anni la rivista passa alla Sirio S.r.l. casa editrice fondata e diretta da Angelo Faggiano che dal 1992 acquisirà anche la rivista di astronomia Nuovo Orione.
A giugno del 1989 Giuseppe Botteri lascia la direzione di Sirio, rimanendo consulente editoriale del nuovo direttore, Paola Dameno, fino alla fine dell'anno e la rivista passa contestualmente all'Editoriale Albero s.r.l., sempre controllata da Faggiano. Nel 1990 assume la direzione Mario Sprea, per poi passare nel 1991 a Guido Giraudo e sotto la sua direzione essere acquisita dalla Federico Motta Editore. 
Nel 1993 si celebrano i 10 anni della rivista con il convegno L'astrologia alle soglie del 2000, a cui partecipano le storiche firme di Sirio, tra cui Pier Carpi, Marco Pesatori, Peter Van Wood, Lisa Morpurgo.
Nel 1998 la rivista ripassa sotto la direzione di Paola Dameno e viene riacquisita dalla Sirio S.r.l.
Sirio viene acquisita dalla Piscopo editore e passa sotto la direzione di Ugo Consolazione, mentre la supervisione della rivista è affidatata a Enrica Gallinari. La rivista subisce un profondo restyling grafico. E acquisisce nuove firme del panorama astrologico ed esosterico tra cui Matteo Pavesi, Mirko Negri, Alessandro Scrocco, Valentina Minoglio e anche l'attuale direttore che firmava con l'alias Raniero Pagano
La rivista passa ad un nuovo editore la European Network, che la acquisisce a dicembre 2012, proprio in occasione dei suoi trent'anni, la supevisione astrologica è affidata a Roberto La Ricca, Grazia Bordoni lascerà in seguito l'oroscopo centrale che viene prima curato da vari autori, poi da Susanna Schimperna e infine da Davide Marrè e si avvale di altri autori tra cui Anna Maria Morsucci, Maura Gancitano, Carla Pretto
Assume la direzione della rivista Davide Marrè che riorganizza la squadra dei collaboratori con diversi autori di libri tematici tra cui Corinna Zaffarana, Thomas Molteni, Luca Sartini, Giovanni Pelosini, Norak Odal, Ossian D'Ambrosio e dal 2019 riduce drasticamente la parte astrologica e dell'oroscopo per puntare all'esoterismo e alle tematiche affini trasformandola in rivista di esoterismo, mistero e ricerca astrologica.
Nel 2021 la rivista viene realizzata come service dalla Phanes Publishing, a giugno diventa bimestrale e a seguito di alcune vicende giudiziarie che coinvolgono l'European Network la proprietà della testata è ceduta a ottobre alle Edizioni Empire, senza altre variazioni nell'assetto redazionale.
Assume la direzione della rivista Silvia Santori, che passa alla realizzazione di Edizioni Empire, con il numero di dicembre 2023. È l'ultimo numero della rivista che ha cessato le pubblicazioni.

## Direttori
- Giuseppe Botteri (1983 - 1989)
- Paola D'Ameno (1989)
- Mario Sprea (1990)
- Guido Giraudo (1991 - 1997)
- Paola D'Ameno (1998 - 1999)
- Ugo Consolazione (2000 - 2017)
- Davide Marrè (2018 - 2023)
- Silvia Santori (2023)

## Collaboratori
Collaborano Lisa Morpurgo, Pier Carpi, Marco Pesatori, Nazareno Fabbretti, André Barbault, Peter Van Wood.